# 9483 Chagas
9483 Chagas (4121 P-L) là một tiểu hành tinh vành đai chính.